# Иньо (паровоз)
№ 22 Виргино-Тракской железной дороги, более известный как «Иньо» (Inyo) — грузо-пассажирский паровоз с осевой формулой 2-2-0 (по классификации Уита — 4-4-0); относится к заводскому типу 8-26C. Действующий экспонат железнодорожного музея штата Невада. Внесён в Национальный реестр исторических мест США под номером 73002245.
Из-за большого числа деталей из полированной латуни получил прозвище Латунная Бетси (Brass Betsy).

## История
Конструкция паровозов класса 8/26C была разработана совместно Burnham, Parry, Williams & Company и Baldwin Locomotive Works. Непосредственно локомотив с заводским номером 3693 был выпущен в феврале 1875 года и за 8834 доллара продан Virginia and Truckee Railroad, на которой получил номер 22 и имя «Иньо». В 1877 году паровоз был оборудован воздушными тормозами. В январе 1899 года прошёл первый капитальный ремонт, при этом паровой котёл не менялся; в декабре 1910 года переведён с дровяного отопления на нефтяное. В период с декабря 1910 по 16 июня 1924 года он был отставлен от эксплуатации по износу котла, в связи с чем к сентябрю 1926 года были заменены дымогарные трубы. Но, проработав после ремонта всего несколько недель, 9 сентября 1926 года № 22 был отставлен от эксплуатации.
После прекращения эксплуатации «Иньо» не был пущен на металлолом, а служил источником запчастей для более известного паровоза № 11 «Рино». В марте 1937 года его за $1250 (с учётом инфляции — $23 тысячи на конец 2020 года) на пару с «Дейтоном» приобрела Paramount Pictures, для которой это были первые паровозы; «Дейтон» при этом подвергся модернизации, тогда как «Иньо» был лишь перекрашен и перенумерован.
«Иньо» активно снимался в кино, а в марте 1969 года, к столетию забивки золотого костыля, он был снова перекрашен и получил имя «Юпитер», таким образом исполняя «роль» одноимённого исторического паровоза дороги Central Pacific и экспонировался в Национальном историческом парке «Золотой костыль» в штате Юта; для сохранения исторической аутентичности воздушные тормоза были временно сняты. Также в этот период у паровоза украли родной колокол, который был заменён на новый.
В 1974 году данный паровоз был приобретён Невадским железнодорожным музеем, однако до 1978 года был вынужден оставаться в Юте, пока не была изготовлена реплика «Юпитера» для его замены. Осмотр конструкции показал, что локомотив возможно восстановить до рабочего состояния, в связи с чем он был поставлен в очередь на ремонт. 29 мая 1983 года отреставрированный «Иньо» вернулся к эксплуатации. В апреле 1984 года участвовал в открытии реконструированного казино Palace Station в Лас-Вегасе, стиль которого был изменён на железнодорожную тематику.
Паровоз продолжает совершать периодические поездки, преимущественно по историческим датам, особенно 4 июля (День независимости США).

## Фильмография
За период принадлежности студии Paramount Pictures паровоз «Иньо» снялся более, чем в двух десятках фильмов, в том числе:
- «Высокий, широкоплечий и красивый[англ.]» (1937)
- «Уэллс Фарго[англ.]» (1937)
- «Техасцы[англ.]» (1938)
- «Юнион Пасифик» (1939)
- «Молодой Том Эдисон[англ.]» (1940)
- «На Запад[англ.]» (1940)
- «Кабак[англ.]» (1941)
- «Техас[англ.]» (1941)
- «Отчаянные[англ.]» (1943)
- «Граница[англ.]» (1943)
- «История доктора Васселла[англ.]» (1944)
- «Встретимся в Сент-Луисе» (1944)
- «Девушки Харви[англ.]» (1946)
- «Виргинец[англ.]» (1946)
- «Дуэль под солнцем» (1946)
- «Красная река» (1948)
- «Так дорого моему сердцу[англ.]» (1948)
- «Шепчущий Смит[англ.]» (1948)
- «Борющийся человек с равнины[англ.]» (1949)
- «Дулины из Оклахомы[англ.]» (1949)
- «Тропа войны» (1951)
- «Карсон-Сити[англ.]» (1952)
- «Крутой маршрут» (1956) — паровозы «Техас» и «Уильям Смит»[6]
- «Маклинток!» (1963) — № 9 дороги Southern Pacific[7]
- телесериал «Дикий, дикий Вест[англ.]» (1965) — паровозы № 8 и 22